# Rod Langway
Rodney Cory Langway, född 3 maj 1957 i Taipei, Taiwan, är en amerikansk före detta professionell ishockeyspelare. Langway spelade i NHL för Montreal Canadiens och Washington Capitals samt en säsong i WHA för Birmingham Bulls. Han vann Stanley Cup med Montreal Canadiens som förstaårsspelare 1979. Som spelare i Washington Capitals vann Langway James Norris Memorial Trophy som ligans bästa back säsongerna 1982–83 och 1983–84.
Han valdes in i Hockey Hall of Fame 2002.
Rod Langway föddes i Taipei där hans far var stationerad som soldat, men växte upp i Randolph, Massachusetts. 

## NHL
Langway valdes 1977 som 36:e spelare totalt i NHL-draften av Montreal Canadiens. Samma år valdes han som 6:e spelare totalt i WHA-draften av Birmingham Bulls. Langway spelade en säsong för Bulls i WHA 1977–78 innan han valde att satsa vidare på spel i NHL med Canadiens säsongen 1978–79.

### Montreal Canadiens
Langway debuterade i NHL för Montreal Canadiens säsongen 1978–79 och spelade 45 matcher i grundserien på vilka han gjorde 4 mål och 3 assist. I slutspelet spelade han 8 av Canadiens 16 matcher då laget vann Stanley Cup efter att ha besegrat New York Rangers i finalen med 4-1 i matcher. 
Langways poängmässigt bästa säsong kom under hans tredje år i ligan, säsongen 1980–81, då han gjorde 11 mål och 34 assist för totalt 45 poäng på 80 matcher för Canadiens. Hans 120 utvisningsminuter från samma säsong skulle också stå oöverträffade under resten av hans karriär.
Langway spelade för Canadiens fram till och med säsongen 1981–82. Inför säsongen 1982–83 bytte Canadiens bort honom tillsammans med Brian Engblom, Doug Jarvis och Craig Loughlin till Washington Capitals mot Ryan Walter och Rick Green.

### Washington Capitals
Bytet skulle visa sig mycket lyckat för Langway och Washington Capitals. Capitals hade missat slutspelet under sina åtta första säsonger i NHL men med Langway som ny ledare för försvaret och som nyutnämnd lagkapten lyckades man ta sig till dit för första gången efter att ha slutat på femte plats i Wales Conference med 94 poäng. Langway vann dessutom James Norris Memorial Trophy som ligans bäste back.
Säsongen 1983–84 vann Langway åter igen James Norris Memorial Trophy som NHL:s bäste back trots att Edmonton Oilers Paul Coffey gjorde 126 poäng, 93 fler än Langways 33. Langways starka defensiv var den största anledningen till att Washington Capitals släppte in minst mål i hela ligan säsongen 1983–84 med 226. Langways spelstil och ledaregenskaper i Capitals gav honom smeknamnet Secretary of Defense, "Försvarsministern".
Langway spelade med Capitals fram till och med säsongen 1992–93. Laget missade inte slutspelet en enda gång under hans tid i klubben.
26 november 1997 pensionerades Langways tröja #5 av Washington Capitals.

## Internationellt
Langway representerade det amerikanska landslaget i Canada Cup 1981, 1984 och 1987 samt i VM 1982.

## Meriter
- Stanley Cup – 1978–79
- James Norris Memorial Trophy – 1982–83, 1983–84
- NHL First All-Star Team – 1982–83, 1983–84
- NHL Second All-Star Team – 1984–85
- Langways tröja #5 pensionerad av Washington Capitals 26 november 1997
- Hockey Hall of Fame – 2002

## Statistik

### Klubbkarriär
| 1975–76    | University of New Hampshire | NCAA       | 31  | 3  | 13  | 16  | 10  | —   | — | —  | —  | —  |
| 1976–77    | University of New Hampshire | NCAA       | 34  | 10 | 43  | 53  | 52  | —   | — | —  | —  | —  |
| 1977–78    | Hampton Gulls               | AHL        | 30  | 6  | 16  | 22  | 50  | —   | — | —  | —  | —  |
| 1977–78    | Birmingham Bulls            | WHA        | 52  | 3  | 18  | 21  | 52  | 4   | 0 | 0  | 0  | 9  |
| 1978–79    | Nova Scotia Voyageurs       | AHL        | 18  | 6  | 13  | 19  | 29  | —   | — | —  | —  | —  |
| 1978–79    | Montreal Canadiens          | NHL        | 45  | 4  | 3   | 7   | 30  | 8   | 0 | 0  | 0  | 16 |
| 1979–80    | Montreal Canadiens          | NHL        | 77  | 7  | 29  | 36  | 81  | 10  | 3 | 3  | 6  | 2  |
| 1980–81    | Montreal Canadiens          | NHL        | 80  | 11 | 34  | 45  | 120 | 3   | 0 | 0  | 0  | 6  |
| 1981–82    | Montreal Canadiens          | NHL        | 66  | 5  | 34  | 39  | 116 | 5   | 0 | 3  | 3  | 18 |
| 1982–83    | Washington Capitals         | NHL        | 80  | 3  | 29  | 32  | 75  | 4   | 0 | 0  | 0  | 0  |
| 1983–84    | Washington Capitals         | NHL        | 80  | 9  | 24  | 33  | 61  | 8   | 0 | 5  | 5  | 7  |
| 1984–85    | Washington Capitals         | NHL        | 79  | 4  | 22  | 26  | 54  | 5   | 0 | 1  | 1  | 6  |
| 1985–86    | Washington Capitals         | NHL        | 71  | 1  | 17  | 18  | 61  | 9   | 1 | 2  | 3  | 6  |
| 1986–87    | Washington Capitals         | NHL        | 78  | 2  | 25  | 27  | 53  | 7   | 0 | 1  | 1  | 2  |
| 1987–88    | Washington Capitals         | NHL        | 63  | 3  | 13  | 16  | 28  | 6   | 0 | 0  | 0  | 8  |
| 1988–89    | Washington Capitals         | NHL        | 76  | 2  | 19  | 21  | 65  | 6   | 0 | 0  | 0  | 6  |
| 1989–90    | Washington Capitals         | NHL        | 58  | 0  | 8   | 8   | 39  | 15  | 1 | 4  | 5  | 12 |
| 1990–91    | Washington Capitals         | NHL        | 56  | 1  | 7   | 8   | 24  | 11  | 0 | 2  | 2  | 6  |
| 1991–92    | Washington Capitals         | NHL        | 64  | 0  | 13  | 13  | 22  | 7   | 0 | 1  | 1  | 2  |
| 1992–93    | Washington Capitals         | NHL        | 21  | 0  | 0   | 0   | 20  | —   | — | —  | —  | —  |
| 1994–95    | Richmond Renegades          | ECHL       | 6   | 0  | 0   | 0   | 2   | 9   | 1 | 1  | 2  | 4  |
| 1995–96    | San Francisco Spiders       | IHL        | 46  | 1  | 5   | 6   | 38  | —   | — | —  | —  | —  |
| 1997–98    | Providence Bruins           | AHL        | 10  | 0  | 1   | 1   | 6   | —   | — | —  | —  | —  |
| NHL totalt | NHL totalt                  | NHL totalt | 994 | 51 | 278 | 329 | 849 | 104 | 5 | 22 | 27 | 97 |

### Internationellt
| År     | Lag    | Turnering | Matcher | Mål | Assist | Poäng | Utv |
| ------ | ------ | --------- | ------- | --- | ------ | ----- | --- |
| 1981   | USA    | CC        | 6       | 0   | 1      | 1     | 8   |
| 1982   | USA    | VM        | 6       | 0   | 2      | 2     | 4   |
| 1984   | USA    | CC        | 6       | 1   | 1      | 2     | 8   |
| 1987   | USA    | CC        | 5       | 0   | 1      | 1     | 6   |
| Totalt | Totalt | Totalt    | 23      | 1   | 5      | 6     | 26  |